# Frieslandklasse

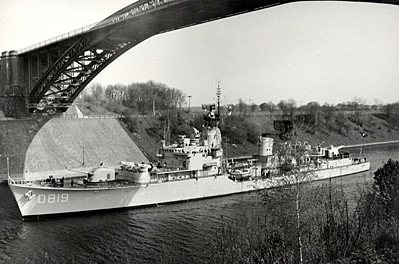
Hr.Ms. Amsterdam
bron: Koninklijke Marine

De onderzeebootjagers van de Frieslandklasse werden in de tweede helft van de jaren vijftig in dienst genomen bij de Koninklijke Marine. Het ontwerp was gebaseerd op de voorgaande jagers van de Hollandklasse.
De schepen maakten onderdeel uit van de vlootuitbreidingsplannen, zoals die waren neergelegd in de defensienota 1951. Ze vervingen onder andere de voormalige Engelse torpedobootjagers van de S- en N-klassen. Eind jaren zeventig, begin jaren tachtig zijn ze vervangen door de fregatten van de Kortenaerklasse. Op de Friesland na (gesloopt) zijn alle schepen verkocht aan de Peruviaanse marine.

## Schepen
| Schip             | Pennant- nummer | Bouwer                     | Kiellegging      | Tewaterlating    | In dienst         | Uit dienst               |
| ----------------- | --------------- | -------------------------- | ---------------- | ---------------- | ----------------- | ------------------------ |
| Hr.Ms. Friesland  | D812            | NDSM, Amsterdam            | 17 december 1951 | 21 februari 1953 | 22 maart 1956     | 1979                     |
| Hr.Ms. Groningen  | D813            | NDSM, Amsterdam            | 21 februari 1952 | 9 januari 1954   | 12 september 1956 | 1980 (verkocht aan Peru) |
| Hr.Ms. Limburg    | D814            | KM de Schelde, Vlissingen  | 28 november 1953 | 5 september 1955 | 31 oktober 1956   | 1980 (verkocht aan Peru) |
| Hr.Ms. Overijssel | D815            | Wilton-Fijenoord, Schiedam | 15 oktober 1953  | 8 augustus 1955  | 4 oktober 1957    | 1982 (verkocht aan Peru) |
| Hr.Ms. Drenthe    | D816            | NDSM, Amsterdam            | 9 januari 1954   | 26 maart 1955    | 1 augustus 1957   | 1981 (verkocht aan Peru) |
| Hr.Ms. Utrecht    | D817            | KM de Schelde, Vlissingen  | 15 februari 1954 | 2 juni 1956      | 1 oktober 1957    | 1980 (verkocht aan Peru) |
| Hr.Ms. Rotterdam  | D818            | RDM, Rotterdam             | 7 januari 1954   | 26 januari 1956  | 28 februari 1957  | 1981 (verkocht aan Peru) |
| Hr.Ms. Amsterdam  | D819            | NDSM, Amsterdam            | 25 maart 1955    | 25 augustus 1956 | 10 april 1958     | 1980 (verkocht aan Peru) |

## Aandrijving
De jagers van de Frieslandklasse waren voorzien van twee ketelruimen en twee machinekamers. Beide ketelruimen waren uitgerust met twee Babcock & Wilcox ketels met regelbare oververhitter vuurhaard. Uit economisch oogpunt werd er gevaren op één ketelruim. De machinekamers waren voorzien van hoge- en lagedrukturbines en een uitschakelbare kruisvaartturbine voor economische vaart. Het vermogen bedroeg 60.000 apk. De ontwerpsnelheid bedroeg 36 knopen (zeemijl/uur), in de praktijk konden sommige eenheden zelfs 42 knopen halen.

## Bewapening
De bewapening bestond uit vier kanons van 12 centimeter (in twee dubbeltorens), vier 40mm-mitrailleurs, twee raketdieptebomwerpers (met vier lanceerbuizen elk) voor de brug en een dieptebomrek op het halfdek. Origineel waren er zes 40mm-mitrailleurs geplaatst maar deze belasting was te groot: de schepen scheurden achter de voorste schoorsteen. De Utrecht en Overijssel werden in 1960 en 1961 uitgerust met acht torpedolanceerbuizen, in twee opstellingen aan beide zijden in de midscheeps. Later zijn deze weer verwijderd. De bemanning bestond uit 284 leden.
Boven het kombuis bevond zich een lichtraket lanceerinstallatie. Hoewel uitgerust met radar werd dit systeem nog steeds gebruikt om bij nacht te kunnen schieten.